# Museum Natur und Mensch Freiburg
Das Museum Natur und Mensch in Freiburg im Breisgau beherbergt umfangreiche natur- und völkerkundliche Sammlungen. Es liegt am Rande der Altstadt, direkt am Augustinerplatz.

## Geschichte
Ursprünglich wurde dieses Museum 1895 als Städtisches Museum für Natur- und Völkerkunde gegründet. Nach mehreren Ortswechseln eröffnete zunächst das Naturkundemuseum Ende 1931 im früheren Schulgebäude an der Gerberau seine Schauräume, die völkerkundlichen Bestände blieben magaziniert. Das Museumsgebäude war 1855 bis 1856 als Schulgebäude für das 1867 aufgelöste „Lehr- und Erziehungsinstitut“ der Dominikanerinnen des Klosters Adelshausen durch Stadtbaumeister Jakob Straub errichtet worden. Nach umfassenden Sanierungsarbeiten Ende der 1970er Jahre konnte es ab 1982 schrittweise wiedereröffnet werden.
Mit der Begründung der Großherzoglichen Badischen Geologischen Landesanstalt wurde durch Harry Rosenbusch der Geologe Ferdinand Schalch berufen. Er baute in Freiburg eine Geologische Sammlung analog zur geologischen Kartografierung Badens auf. Diese Belegsammlung ging durch den Zweiten Weltkrieg verloren. Von 1934 bis zu seiner Entlassung im Juni 1945 und anschließendem Selbstmord war der Biologe Heinrich Schütz, ein überzeugter Nationalsozialist, Leiter des Museums für Naturkunde.
1961 wurden zur in Freiburg stattfindenden Jahrestagung der Deutschen Gesellschaft für Völkerkunde die jahrzehntelang magazinierten völkerkundlichen Sammlungen in den Räumen des direkt angebauten Adelhauser Neuklosters durch Ingeborg Krummer-Schroth vom Augustinermuseum eingerichtet. Dies war der Anlass für die Museen, mit Bodo Spranz erstmals einen hauptamtlichen Museumsleiter für das Völkerkundemuseum einzustellen. Neben den Schausammlungen wurden jährlich zwei bis vier Sonderausstellungen sowie mehrere Studioausstellungen gezeigt. 1996 wurden die bisher eigenständigen Museen in das Adelhausermuseum unter gemeinsamer Leitung zusammengeführt.
Am 15. Februar 2006 wurden der komplette völkerkundliche Bereich (das ehemalige Adelhauser Neukloster) und eine Etage der naturkundlichen Dauerausstellung aufgrund aktueller Vorschriften des vorbeugenden Brandschutzes überraschend geschlossen. Die noch verbliebenen Schauräume waren bis zum 30. Dezember 2006 für die Öffentlichkeit zugänglich. Die völkerkundlichen Bestände wurden komplett magaziniert, werden aber in Sonderausstellungen gezeigt. Das Gebäude des Adelhauser Neuklosters wurde aufgegeben.
Seit Januar 2007 wurde die Ausstellungstätigkeit im Erdgeschoss an der Gerberau trotz der vorübergehend beengten Verhältnisse unter dem Arbeitstitel „Projekt: Museum Natur & Kultur“ in kompakter Form fortgesetzt. Das Museumsteam der Abteilungen Natur- und Völkerkunde sowie die Museumspädagogik des Hauses boten in diesem Rahmen individuelle und zielgruppenorientierte Programme für alle Besucher und Gruppen jeder Altersstufe an (Schwerpunkte: Kindergartengruppen und Schulklassen).
Während der Umbauphase in den Jahren 2008 und 2009 stellte das Museum seine Ausstellungstätigkeit vorübergehend ein, um sich ganz auf die Neukonzeption des Museumsgebäudes „Gerberau 32“ als „Familienmuseum“ konzentrieren zu können. Die Museumspädagogik bot weiterhin Themen zu Naturkunde und Völkerkunde in ihrem Werkstattraum an.
Seit dem 5. Dezember 2009 sind die Mineralien, Edelsteine, Fossilien und Präparate in der Ausstellung „Leben im Netzwerk“ wieder ausgestellt. Seit dem 1. April 2014 heißt das vormalige Naturmuseum Museum Natur und Mensch.
Auf einer Ehrentafel im Eingangsbereich sind Stifter aus den Gründungsjahren des Museums aufgeführt. Seit Weihnachten 2015 informiert eine Medienstation über diese Stifter und deren Schenkungen.

## Sammlung
Das Museum hatte bis 2006 mit seinen natur- und völkerkundlichen Sammlungen Einblicke in die Kulturgeschichte fremder Länder und in die Besonderheiten unserer Naturräume geboten: In der Abteilung Völkerkunde wurde dies bis anhand von Alltags-, Kunst- und Ritualgegenständen aus Afrika, Asien, dem indianischen Amerika sowie der Südsee vermittelt. Der Erwerb zahlreicher ethnologisch bedeutsamer Exponate datiert bis ins späte 19. Jahrhundert zurück. Freiburger Bürger hatten sie auf ihren teils ausgedehnten Reisen durch Asien und andere Regionen der Welt zusammengetragen und später dem Museum überlassen (vgl. Odo Deodatus Tauern und Max Henry Ferrars). 2012 wurden die 20.000 Objekte der ethnologischen Sammlung, die zunächst in verschiedenen Lagerräumen der Stadt verteilt waren, im zentralen Kunstdepot in Hochdorf zusammengeführt. Seitdem werden sie dort fotografiert und die ersten 1000 Fotos sollen 2022 im Internet für jedermann zugänglich sein.
In der Abteilung Naturkunde (Geo- und Biowissenschaften) kann man Wissenswertes über Edelsteine, Erze und Mineralien, Bergbau im Schwarzwald, Meteorite, Gesteine und Fossilien sowie zahlreiche Insekten, Vogel- und Säugetier-Präparate erfahren. Die regionalen Sammlungsschwerpunkte liegen im Bereich Südwestdeutschland (Baden-Württemberg), einzelne Sammlungsteile sind jedoch auch international ausgerichtet, so z. B. das Edelsteinkabinett. Letzteres wurde bereits 1960 ins Leben gerufen, um an das ehemals überregional bedeutende Edelsteinschleifer-Gewerbe im Breisgau zu erinnern, das schon von Sebastian Münster im Jahre 1544 beschrieben wurde: Fast ein halbes Jahrtausend waren Freiburg und Waldkirch neben Städten wie Straßburg, Nürnberg, Wien und Mailand bedeutende Zentren für hoch entwickelte Steinschleifer- und Hohlwerkerbetriebe. Andere europäische Schleiferzentren gelangten hingegen erst später zu großem Ansehen, darunter die international bekannte Edelstein-Metropole Idar-Oberstein. Bis in die Anfänge des 19. Jahrhunderts hatten die Freiburger „Bohrer und Balierer“ das Monopol für die Verarbeitung des böhmischen Granats Pyrop inne.